# آدورلد: نیو 'ان' تیستی!
آدورلد: نیو 'اِن' تیستی! (به انگلیسی: Oddworld: New 'n' Tasty!) یک بازی ویدئویی سکوبازی سینمایی، که توسط شرکت انگلیسی جاست اَد واتر ساخته شده و بوسیلهٔ شرکت آدورلد اینهبیتنتز به عنوان یک نسخه بازسازی شده از بازی آدورلد: ادیسه ایب در ژوئیه ۲۰۱۴، برای کنسول پلی‌استیشن ۴ منتشر شده‌است. نسخهٔ لینوکس، مایکروسافت ویندوز و اواس ده در ۲۵ فوریه ۲۰۱۵ به بازار عرضه شد درحالی که نسخه کنسول اکس‌باکس وان در ۲۷ مارس ۲۰۱۵ منتشر شد. همچنین این بازی در ۲۱ آوریل ۲۰۱۵ برای پلی‌استیشن ۳ عرضه شد. نسخه پلی‌استیشن ویتا در ۱۹ ژانویه ۲۰۱۶ و وی یو در ۱۱ فوریه ۲۰۱۶ در سراسر جهان عرضه شدند.